# Newton, Nottinghamshire
Newton är en by och en civil parish i Rushcliffe i Nottinghamshire i England. Orten har 837 invånare (2016). Byn nämndes i Domedagsboken (Domesday Book) år 1086, och kallades då Neutone/Niuuetune.